# Landezone (Fallschirmspringen)

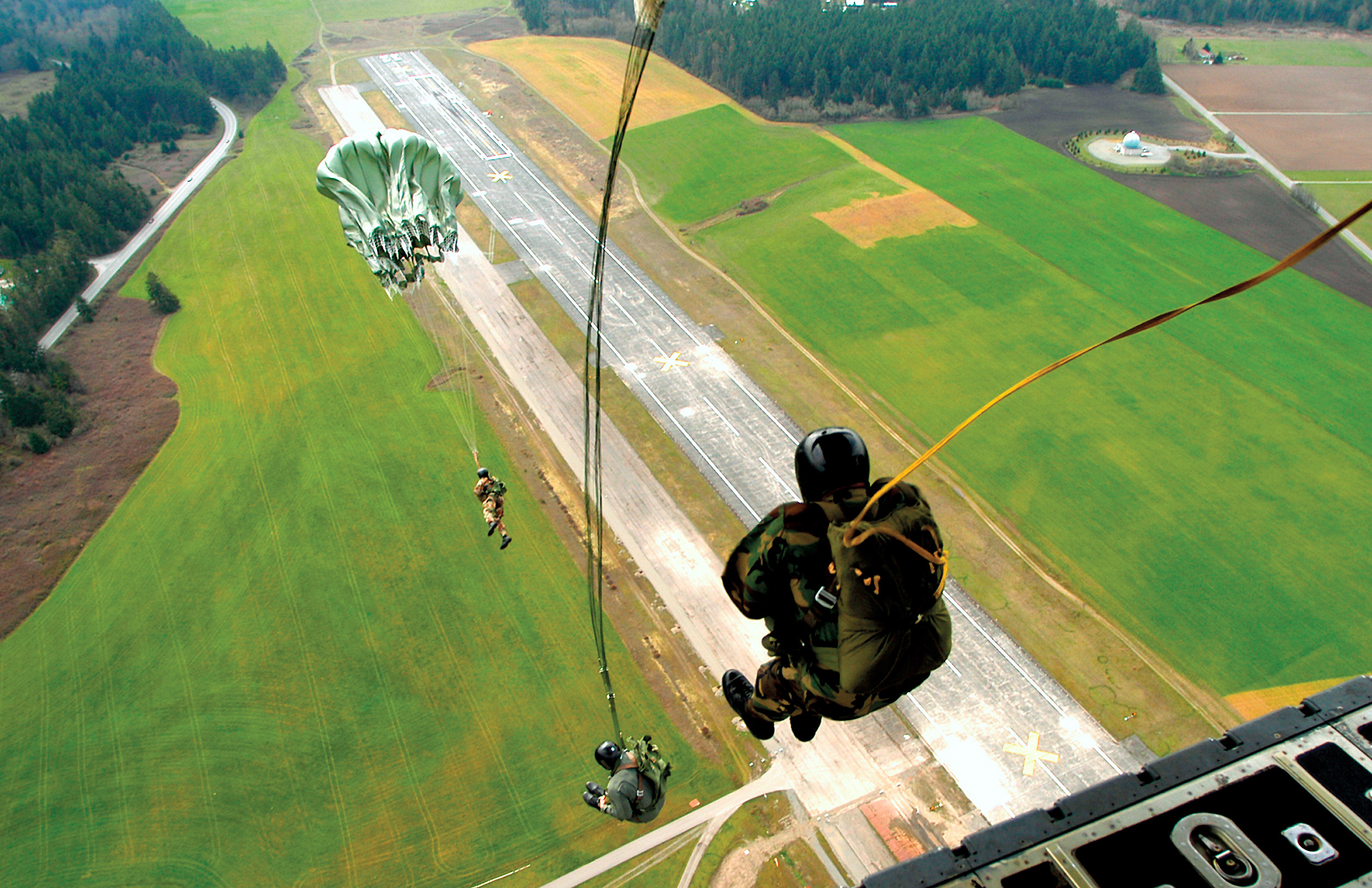
Absprung aus einer C-130 „Hercules“ in den USA (2004)

Die Landezone ist der Raum, in dem Fallschirmspringer und/oder Nachschub als Versorgungsgüter nach Fallschirmsprung oder Abwurf angelandet wird. In einer Landezone können entgegen einer Abwurfzone Luftfahrzeuge landen.
Die engl. drop zone für Absetzzone bezeichnet im Militärwesen den Luftraum der Flugroute in dem Personen und/oder Versorgungsgüter abgesetzt werden und ist gegenüber der Landezone in Windrichtung versetzt, damit durch die Winddrift Fallschirmspringer und Versorgungsgüter am Rundkappenfallschirm durch den Wind in die Landezone getrieben werden.
Die Landezone besonders deren Beginn wird zum Absetzen meist mit optischen Hilfsmitteln wie Rauchgranaten, Fackeln oder Blinklichtern markiert. Den im Flugzeug befindlichen Fallschirmjägern wird der Beginn des Absetzvorgangs im automatischen Sprung durch Handzeichen der Absetzer und Grünlicht mit Hupsignal durch die Luftfahrzeugbesatzung angezeigt. Der Absetzvorgang in sich, bei Freifallern auch die Einweisung des Luftfahrzeugs in die Absprungzone, wird durch den Absetzer durchgeführt.
Beim Abwurf von Nachschub durch Transportflugzeuge wird z. B. auf Paletten befestigte Ausrüstung oder Verpflegung mit einem oder mehreren Fallschirmen oder auch in sehr geringer Höhe und sehr langsamer Fluggeschwindigkeit durch einen Bremsschirm im deep dropping abgesetzt.
Die Auswahl der Landezone ist von verschiedenen Faktoren wie u. a. Wetterverhältnisse mit mäßiger Windgeschwindigkeit und Beschaffenheit der Landezone abhängig. Diese muss für Übungssprünge ausreichend breit und lang sein sowie frei von Hindernissen wie Bäumen oder Weidezaunpfähle. Es sollten sich keine Gewässer in der Nähe befinden. Der Untergrund sollte eben und weich sein, und möglichst aus Gras bestehen, kein Fels oder künstlich gehärteter Untergrund wie Beton, da sonst die Gefahr besteht, dass sich die Fallschirmspringer verletzten oder Springer und Lasten durch starken Wind seitlich aus oder über die geplante Landezone hinausgetrieben werden, sich in Bäumen verfangen oder in Wasserflächen landen.
Eine Landezone erstreckt sich immer in Windrichtung und muss lang genug sein, um in die Windrichtung mit allen Springern landen zu können. Sie ist daher mehrere hundert Meter rechteckig lang. Nur für Freifaller mit steuerbaren Sprungfallschirmen sind kleinere Landzonen ausreichen, an die sich Hindernisse anschließen können. Gefordert ist das Erreichen einer Landezone von 50 × 50 m. Erfahrene Springer erreichen auch mit mehreren Springern Punktlandungen im 10 m Radius.
Der erste Fallschirmspringer im automatischen Fallschirmsprung wird so in der Absprungzone abgesetzt, dass er durch den Wind am unteren Ende der Landezone landet, der letzte Springer am oberen Ende, und damit über die Landezone hinaus versetzt abgesetzt.
Die Windrichtung wird in einer ständigen Landezone mit einer Windfahne oder Windsack, die Windstärke mit einem Windmesser bestimmt.
Bei militärischen Einsätzen in eine nicht ständige Landezone auch durch einen Messballon, der durch eine Einsatz-Leitgruppe (ELG) zur Windbestimmung eingesetzt wird.
Bei Außenlandungen vom Absetzer durch einen Drifter aus einem neonfarbigen 5 m langen Kreppstreifen mit einer dünnen Eisenstange als Gewicht, der in etwa die gleiche Sinkgeschwindigkeit hat wie ein Fallschirmspringer mit einer Rundkappe. Der Absetzer wählt dazu einen markanten Geländepunkt in der Landezone und kann anhand der Abdrift den Versatz durch den Wind erkennen. Entgegen der Windrichtung – also in Windrichtung – wird dann die Abdriftentfernung für den Absetzpunkt zugelegt. Die Absetzzone ist daher in Windrichtung um die Entfernung der Windabdrift zur Landezone versetzt.
Dieses Verfahren wird heute in der Ausbildung meist nur noch einmal täglich morgens oder nach gravierender Änderung der Wetterverhältnisse am Sprungplatz eingesetzt. In sich ist dieses Verfahren jedoch durch den Einsatz von Gleitfallschirmen nicht mehr zwingend, gibt jedoch die Windabdrift auch für Gleitfallschirme an, da die Mindestöffnungshöhe für Fallschirme bei rund 600 m liegt und nicht die Absetzhöhe maßgebend ist, sondern die Öffnungshöhe.
Im Gleiteinsatz entfällt das Setzen, da sich die Absetzzone um bis zu 50 km von der Landezone entfernt befindet.